# Ludwigstorff

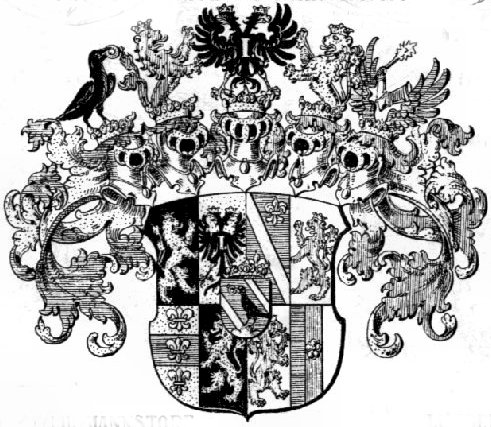
Wappen der Freiherren von Ludwigstorff 1703

Ludwigstorff ist der Name einer ursprünglich aus Holland stammenden Familie, die in Österreich bis zu dessen Abschaffung 1919 zum Adel gehörte.

## Geschichte
Die Geschichte der Familie reicht bis ins 15. Jahrhundert in Holland zurück, von wo sie stammten. Die Ludwigstorff hießen ursprünglich Katzy. Johann Katzy, latinisiert Katzius, Doktor der Medizin, in kaiserlichen Diensten, wurde 1589 von Kaiser Rudolf II. in den Adelsstand erhoben. Rudolf Katzy, der Großvater von Johann Rudolf, erhielt 1632 von Kaiser Ferdinand II. eine Bestätigung seines Adels und eine Wappenbesserung. Vater Karl Rudolf Katzy und Sohn Johann Rudolf waren beide landesfürstliche Beamte, und zwar als Regimentsräte des Regiments (=Verwaltung) der niederösterreichischen Lande, der späteren Niederösterreichischen Statthalterei. 
Karl Rudolf Katzy wurde 1697 von Kaiser Leopold I. in den Reichsritterstand mit dem Prädikat „Edler von Ludwigstorff“ erhoben und 1699 unter die neuen Geschlechter des niederösterreichischen Ritterstandes aufgenommen. Von ihm stammt der Rat, die bekannte Wiener Pestsäule auf dem Graben aufzustellen. Johann Rudolph von Ludwigsdorf, der Käufer der Herrschaft Guntersdorf, war ab 1686 als Sekretär im Niederösterreichischen Regiment tätig, wurde 1700 zum Regimentsrat befördert und erhielt mit 16. Jänner 1703 das ungarische Freiherrendiplom. Mit 28. Juni 1710 erlangte er für sich und seine Nachkommen das erblich-österreichische Freiherrendiplom mit dem Prädikat Freiherren von Goldlamp, Herren zu Deutsch-Altenburg, Wankheim, Steinabrunn und Prellenkirchen. 1712 wurde er in die alten Geschlechter des niederösterreichischen Ritterstandes übernommen.
Anton Ludwigstorff, der sich um Deutsch-Altenburg verdient gemacht hat, wurde 1910 in den Grafenstand erhoben. Als eines von 64 gräflichen Geschlechtern hatte die Familie einen erblichen Sitz im Herrenhaus, das Oberhaus des österreichischen Reichsrates. Mit dem Tod von Maria Ludwigstorff ist der Grafenstand ausgestorben, der ebenso wie die weiteren Adelstitel und Adelsprädikate mit dem Adelsaufhebungsgesetz von 1919 obsolet geworden ist.
Nachdem Carl Hugo Ludwigstorff im Jahr 1990 gestorben war, übernahm sein Enkel Dominik Ludwigstorff die Besitzungen und wurde Familienchef. Er ist mit einer geborenen Kinsky verheiratet.

## Personen
- Mehrere Mitglieder der Familie waren unter anderem Rektoren der Universität Wien.
- Graf Anton von Ludwigstorff, Freiherr von Goldlamp, (1845–1929), Abgeordneter im Österreichischen Reichsrat (Kurie Großgrundbesitz), Erbliches Mitglied des Reichsrates, Erbliches Mitglied des Herrenhauses, Förderer der archäologischen Sammlungen Carnuntum, Präsident des Vereines „Carnuntum“ , Präsident der Versicherungsgesellschaft Der Anker.
- Franziska Gräfin Zichy, geborene Gräfin von Ludwigstorff, Freifrau von Goldlamp (1873–1915). Fiel als Angehöriger der k.u.k. Armee im 1. Weltkrieg im Barackenspital von Munkacs.
- Bailli Fra Carl Freiherr von Ludwigstorff (1880–1955), Fürstgroßprior des Souveränen Malteser Ritterordens ab 1927 von Böhmen und Österreich.

## Besitztümer

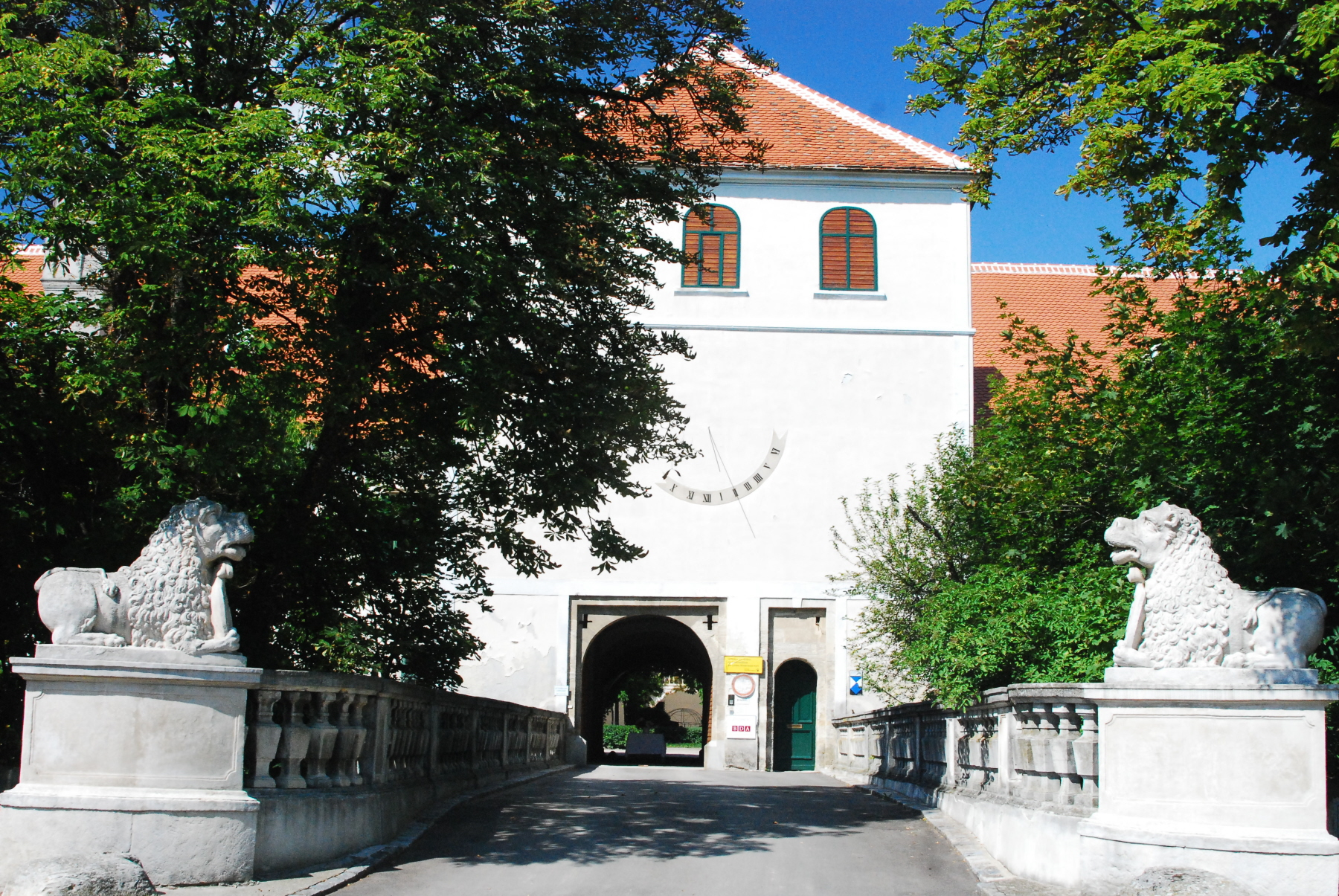
Schloss Guntersdorf

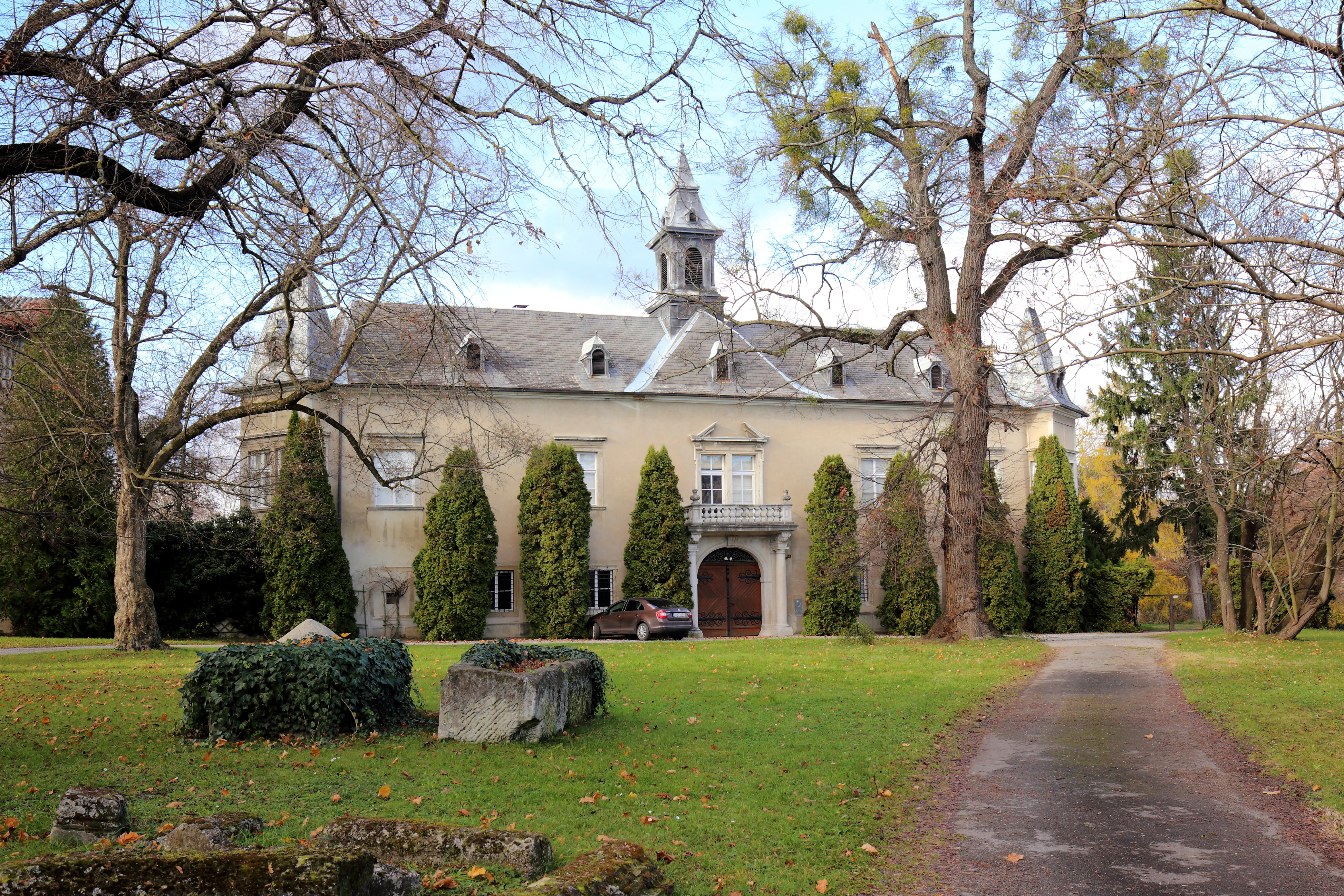
Schloss Deutsch-Altenburg

Otto Christoph Teufel, Freiherr zu Guntersdorf, verkaufte am 1. Juni 1688 die Grundherrschaft Guntersdorf dem Johann Karl Graf von Serenyi für 198.896 Gulden.
Laut Kaufvertrag vom 10. Dezember 1717 veräußerte Karl Anton Graf von Serenyi die Herrschaft wiederum an Johann Rudolf Freiherrn von Ludwigsdorff um 236.000 Gulden, mit Schloss Guntersdorf (nahe Hollabrunn), Maierhof, Brauhaus, dazu Zier- und Obstgärten, Ackerland – 620 Joch –, Wiesen, Weingärten und Wälder, weiters die Zahl der Untertanen der Herrschaft in den Ämtern Guntersdorf, Schöngrabern, Großnondorf, Grund, Watzelsdorf, Kalladorf, Obersteinabrunn und Wullersdorf mit allen ihren Abgaben, wie Haus- und Überländdienste, Wein- und Körnerzehent, Taz und Ungeld, sowie die Einkünfte aus dem Landgericht, das die Gerichtsbarkeit über 850 Häuser ausübte.
Das Herrenhaus (Schloss) wurde im Zweiten Weltkrieg schwer beschädigt und geplündert und wurde vor allem auf Betreiben von Maria Ludwigstorff, Großmutter des derzeitigen Eigentümers Dominik, wieder aufgebaut. Zum Schloss gehören rund 280 Hektar Ackerflächen und zwanzig Hektar Wald.
Außerdem besaß die Familie den 280 Hektar großen Guntersdorfer Hauswald, der durch das kinderlose Ehepaar Baron Kaspar von Kellersperg und Marie, geborene Gräfin von Spangen Uyternesse (1866–1948), deren Mutter eine geborene Ludwigstorff war, über Vererbung an einen Neffen namens Leopold (Freiherr von) Ludwigstorff gelangte. Durch Helene Possanner, geborene Ludwigstorff († 18. Oktober 2015;), ging der Wald in weiterer Folge in das Eigentum der Familie Possanner über. Heute ist der Wald im Besitz ihres und Hans-Georg Possanners Sohnes Nikolaus Possanner.